# Adriano Patrocínio
Adriano Meireles Patrocínio (* 24. Juni 1965) ist ein angolanischer Politiker der Volksbewegung zur Befreiung Angolas (MPLA), der unter anderem seit 2023 Mitglied der Nationalversammlung ist.

## Leben
Adriano Meireles Patrocínio absolvierte ein Aufbaustudium in Wissenschafts-, Innovations- und Technologiemanagement und schloss eine Promotion in Universitätsmanagement ab. Er übernahm eine Professur für Physik an der Universidade Agostinho Neto (UAN) und war zwischen 2000 und 2003 Erster Sekretär der II. CPES-Konferenz sowie zugleich 2001 stellvertretender Koordinator der Transparenzkommission für Campusse der UAN und ferner Leiter des Fachbereichs Physik der Fakultät für Naturwissenschaften der UAN. Nachdem er zwischen 2002 und 2004 Direktor des Büros für Studien, Planung und Statistik der UAN war, übernahm er von 2004 bis 2015 die Funktion des Generalsekretärs der Universität Agostinho Neto. Er ist Mitglied der Volksbewegung zur Befreiung Angolas (MPLA (Movimento Popular de Libertação de Angola)) und war unter anderem zwischen 2009 und 2016 Direktor des Büros für die Koordinierung von Studien und Analysen des Zentralkomitees der MPLA.
Am 20. April 2023 wurde Patrocínio für die nationale Liste der MPLA Mitglied der Nationalversammlung (Assembleia Nacional). Derzeit ist er Mitglied des Ausschusses für auswärtige Angelegenheiten, internationale Zusammenarbeit und angolanische Gemeinschaften im Ausland.

## Weblink
- Adriano Patrocínio. Nationalversammlung, abgerufen am 17. Mai 2025 (portugiesisch).

| Personendaten    | Personendaten                  |
| ---------------- | ------------------------------ |
| NAME             | Patrocínio, Adriano            |
| ALTERNATIVNAMEN  | Patrocínio, Adriano Meireles   |
| KURZBESCHREIBUNG | angolanischer Politiker (MPLA) |
| GEBURTSDATUM     | 24. Juni 1965                  |